# Geostachys rupestris
Geostachys rupestris är en enhjärtbladig växtart som beskrevs av Henry Nicholas Ridley. Geostachys rupestris ingår i släktet Geostachys och familjen Zingiberaceae. Inga underarter finns listade i Catalogue of Life.